# Carl Wilhelm Koppe
Carl Wilhelm Koppe  (geb. 6. Juli 1777 in Göttingen; gest. 17. April 1837 in Berlin) war ein deutscher Historiker, Jurist, Politiker und Diplomat. Koppe war Staatsminister in Preußen und preußischer Konsul in Mexiko.
Koppe war ein Sohn des Generalsuperintendenten Johann Benjamin Koppe. Er promovierte 1798 in Helmstedt mit der juristischen Inaugural-Dissertation De iure principis circa immutanda emendandaque ea, quae in fundationibus ad pias causas specialiter a fundatoribus determinata sunt (Helmstedt, Fleckeisen, 1798). Später erwarb er in französischer Kriegsgefangenschaft spanische Sprachkenntnisse. Seit 1816 war er Regierungsrat (Königl. Preuß. Geh. Regierungsrath) in Minden und wurde 1828 nach Berlin beordert. 
Koppe erhielt den Auftrag, Handelsverbindungen zu den von Spanien unabhängigen Staaten in Amerika aufzubauen. Von seinen Briefen aus Paris, London, Liverpool, New York City, Philadelphia, Washington, D.C. und Veracruz aus den Jahren 1829/1830 waren vorher in der Zeitschrift Das Ausland Proben erschienen. Später folgte diesen quasi einleitenden Artikeln seine Veröffentlichung Mexicanische Zustände 1830–1832.
Die Berichte von Hernán Cortés über die Spanische Eroberung Mexikos übersetzte er mit erläuternden Anmerkungen ins Deutsche.

## Publikationen (Auswahl)
- Mexicanische Zustände aus den Jahren 1830 bis 1832 (2 Bände). Stuttgart und Tübingen, Cotta, 1837 (Reisen und Länderbeschreibungen der älteren und neuesten Zeit, eine Sammlung der interessantesten Werke über Länder- und Staaten-Kunde, Geographie und Statistik, Band 10/13)
- Briefe in die Heimath, geschrieben zwischen October 1829 und Mai 1830 während einer Reise über Frankreich, England und die Vereinigten Staaten von Nordamerica nach Mexico. Stuttgart und Tübingen, Cotta, 1835 (Reisen und Länderbeschreibungen der älteren und neuesten Zeit, Band 6)
- (Übers.) Drei Berichte des General-Kapitains von Neu-Spanien Don Fernando Cortes an Kaiser Karl V. Aus dem Spanischen übersetzt, mit einem Vorworte und erläuternden Anmerkungen. Mit einer [Falt]-Karte und einem [gefalteten lithographierten] Fragment des in Hieroglyphen abgefaßten Alt-Mexikanischen Tribut-Registers. Berlin, Enslin, 1834 (Digitalisat)
- Cartas a la patria. México : Universidad nacional autónoma de México, Direccion general de publicaciones, 1955